# Jablonec nad Nisou
Jablonec nad Nisou (en txec:  ˈjablonɛts ˈnad ɲɪsou (?·pàg.), en alemany: Gablonz an der Neiße), coneguda localment com a Jablonec, és una ciutat al nord de Bohèmia, a la República Txeca. És la capital del districte de Jablonec nad Nisou i la segona ciutat més poblada de la regió de Liberec, al nord del país. Està situada als marges del riu Neisse. L'any 2006 tenia 45.000 habitants.
Jablonec va ser fundada en el segle xiv, però els drets de ciutat es van establir a partir de l'any 1866. La seva població abans de la Segona Guerra Mundial estava composta principalment per alemanys.
A partir del segle xix ha estat famosa pels seus vitralls i la seva bijuteria, que s'exporta a molts països.
Des de 1955 Jablonec està comunicada per tramvia amb Liberec, que es troba 15 km al nord-est.